# La Saladita
La Saladita är en ort i Mexiko.   Den ligger i kommunen La Unión de Isidoro Montes de Oca och delstaten Guerrero, i den södra delen av landet, 300 km sydväst om huvudstaden Mexico City. La Saladita ligger 13 meter över havet och antalet invånare är 199.
Terrängen runt La Saladita är platt åt nordost, men österut är den kuperad. Havet är nära La Saladita åt sydväst.  Närmaste större samhälle är Pantla, 17,2 km sydost om La Saladita. 